# 卡尼伊萨尔
卡尼伊萨尔，是西班牙卡斯蒂利亚-拉曼恰瓜达拉哈拉省的一个市镇。总面积15平方公里，总人口98人（2001年），人口密度7人/平方公里。